# Cornelia Groot
Cornelia Groot (Alkmaar, 4 de mayo de 1988) es una jugadora de balonmano holandesa que jugó en el Györi ETO y en la Selección femenina  de balonmano de los Países Bajos.
Fue nombrada MVP del Campeonato Europeo de Balonmano Femenino de 2016.

## Clubes
- Kolping (2001-2003)
- Westfriesland SEW (2003-2008)
- Team Tvis Holstebro (2008-2011)
- HC Midtjylland (2011-2015)
- Györi ETO (2015- )